# Marcelo Manuel Benítez
Marcelo Manuel Benítez (Buenos Aires, 2 de junio de 1951 - 21 de julio de 2022) fue un escritor, poeta, ensayista, artista plástico, periodista, psicólogo y militante LGBT argentino, autodefinido como "marica", radicado desde joven en la ciudad de Avellaneda, donde vivió en adelante y ejerció su profesión. Fue uno de los precursores del movimiento de lucha por los derechos de las personas homosexuales en Argentina, integrando a comienzos de la década de 1970 el Grupo Eros y el Frente de Liberación Homosexual, en el que aquel se encuadraba. En la misma época integró el grupo editor de la histórica revista Somos, primer medio de comunicación LGBT de Argentina, donde firmaba con el seudónimo MMb, e Integró el Grupo Política Sexual. En 1983 fue cofundador del Grupo Federativo Gay (GFG) y en 1987 se sumó a la Comunidad Homosexual Argentina (CHA). Escribió en las revistas El Porteño, Nueva Presencia y en la revista digital La Tecla Eñe. Publicó en 2019 la novela La penumbra. Falleció el 21 de julio de 2022 a los 71 años.

## Biografía

### Primeros años
Nació en la Ciudad de Buenos Aires pero se radicó desde niño en la ciudad de Avellaneda, en el conurbano bonaerense. En su primera juventud en la década de 1970, comenzó a militar en el Partido Socialista de los Trabajadores (PST), de tendencia trotskista, liderado por Nahuel Moreno, hasta que en disidencia con la homofobia reinante en las organizaciones de izquierda, abandonó la militancia partidaria.

### Frente de Liberación Homosexual
En 1973, le contó por primera vez a otra persona que era homosexual. Benítez sentía culpa y a la vez curiosidad, y eligió para hablar a Mónica Giraldez, una militante feminista amiga de su familia, que tenía amigos homosexuales. Por entonces el feminismo y la homosexualidad eran rechazados por la mayoría de la población. Giraldez recibió la confidencia del joven con contención afectiva, le dijo que la homosexualidad no era una enfermedad y se ofreció para contactarlo, a través de Sara Torres, con Néstor Perlongher, líder del recién creado Frente de Liberación Homosexual (FLH). Su encuentro con Perlongher cambió decisivamente su vida, lo llevó a relacionarse por primera vez con otros homosexuales y a tener su primer amante, Néstor Latrónico miembro de Eros, uno de los grupos del FLH. Dentro del FLH integró el Grupo Eros, del que fue uno de sus miembros más destacados, y empezó a escribir en la revista Somos, órgano del Frente, firmando como "MMb", por razones de seguridad. Perlongher lo impulsó a escribir poesía y también desarrolló su habilidad para el dibujo y la pintura al óleo. Integró también el Grupo Política Sexual que compartían integrantes del FLH y de las organizaciones feministas, Unión Feminista Argentina (UFA) y el Frente de Liberación Femenina (ULF), con el que participó en la elaboración de documento colectivo «La moral sexual en Argentina» y en la campaña contra el decreto de restricción del uso de preservativos que dispuso el gobierno de Juan Domingo Perón en 1974.
Desde el FLH exigió la derogación de los edictos policiales que criminalizaban la homosexualidad y el travestismo e impulsó las campañas de información y contención para explicar que la homosexualidad no es una enfermedad ni un pecado, sino una orientación sexual igual de válida que la heterosexualidad u otra cualquiera. Desde Eros defendió y reivindicó la figura de «la marica», al igual que la de la lesbiana masculina, como la manifestación más revolucionaria, debido a su perfil femenino y su «loquerío», porque rompía la verdad establecida de que el hombre era masculino y la mujer era femenina. Esta postura encontró oposición en otros integrantes del FLH que sostenían que el perfil del homosexual masculino era igualmente válido. Junto a Perlongher sostuvieron también que una de las consignas del FLH debía ser «No hay que liberar al homosexual sino liberar la homosexualidad que cada cual lleva dentro».
Junto a otros militantes del FLH, participó en acciones de difusión por medio de volante entre los hombres homosexuales, yendo a los baños públicos, comúnmente llamados «teteras». Como la policía reprimía la homosexualidad, uno de los militantes era designado como «control» y debía quedarse en un bar hasta que todos volvieran. Si alguno no volvía, llamaban a un abogado amigo que tenía como función recorrer las comisarías, localizar a los militantes detenidos y defenderlos.
Participó del último acto militante del FLH en enero de 1976, cuando la represión criminal llevaba adelante el grupo parapolicial Triple A, hacía meses que había puesto en la mira a los homosexuales con el fin de exterminarlos. El acto consistió en repudiar la Declaración acerca de ciertas cuestiones de ética sexual emitida por el papa Pablo VI, con volantes en el Parque Lezama de Buenos Aires que decían: «Abajo la represión y la moral de la Iglesia Católica. No queremos Santos Padres, queremos gozar». El 24 de marzo de 1976 se produjo un golpe de Estado cívico-militar que estableció una dictadura que impuso una política masiva de terrorismo de Estado que barrió con todos los movimientos de lucha por reconocimiento y ampliación de derechos.

### Durante la dictadura
Luego del golpe de Estado el FLH se disolvió ante la imposibilidad de mantener la organización en un ambiente de miedo generalizado. Pasarían seis años hasta que la derrota de Argentina en la Guerra de Malvinas creara las condiciones para que volvieran a surgir las luchas ciudadanas. En esas condiciones Benítez se dedicó a los estudios universitarios de psicología en la Universidad de Buenos Aires, así como a realizar dibujar con lápiz y con tinta china.

### Recuperación de la militancia LGBT
En agosto de 1982 se graduó como licenciado en psicología, apenas dos meses después que la Argentina fuera derrotada en la Guerra de Malvinas, provocando el colapso de la dictadura y obligando a los militares a convocar a elecciones libres. Benítez entonces volvió a dedicarse a la militancia por los derechos LGBT, que comenzó a recuperarse lentamente. El 16 de diciembre de 1982 la Multipartidaria convocó a la «Marcha del Pueblo por la Democracia y la Reconstrucción Nacional», que resultó en una movilización masiva, a la que concurrieron gran cantidad de antiguos militantes LGBT, entre ellos Marcelo Benítez y el pequeño grupo que se estaba reuniendo con él desde unos meses antes, entre quienes estaban Fuad Zahra (la Turca). Allí se encontró con muchos otros militantes gays de los años previos a la dictadura, que se pasaron sus teléfonos para volver a organizarse. Se formó entonces una primera base organizativa que tomó el nombre de Coordinadora de Grupos Gays, formada por delegados de los minúsculos grupos que empezaban surgir y en enero de 1983 redactaron un documento dirigido «A la comunidad gay argentina», en el que se denunciaba la persecución sistemática y la condición de «ciudadanos de segunda», de las personas homosexuales. Benítez fue uno de los redactores, con Fuad Zahra, Zelmar Acevedo, Alejando Jockl y Néstor Perlongher, entre otros.
En 1983 Benítez cofundó el Grupo Federativo Gay (GFG), junto a Zelmar Acevedo y Elena Napolitano. El GFG fue a su vez uno de los grupos más activos que formaron en agosto el Movimiento Guey por la Liberación (MGL), bajo la coordinación de la abogada Gladys Croxatto y que en diciembre de 1983 cambió su nombre por Coordinadora de Grupos Gays (CGG).

### Nuevo ciclo democrático
El 10 de diciembre el CGG concurrió a la Plaza de Mayo para celebrar la asunción del gobierno presidido por Raúl Alfonsín, con el fin de visualizar los reclamos de la comunidad gay desde el inicio mismo del nuevo ciclo democrático. Simultáneamente, Benítez y los integrantes del CGG crearon una Comisión Pro Defensa de las Libertades Cotidianas, para reunir firmas con la finalidad de exigir al nuevo gobierno democrático el fin de los edictos policiales y la Ley de Averiguación de Antecedentes que se utilizaba para reprimir y encarcelar a las personas gays. Con el fin de evitar el aislamiento, la Comisión no se presentó como integrada solo por gays debido a que «se corría el riesgo de que las autoridades lo cajonearan por considerarlo cosa de putos», como explicó Gladys Croxatto.
En enero de 1984 Benítez, junto a Zelmar Acevedo y Elena Napolitano lanzaron la revista Postdata, que editó solo dos números, pero que en el número de marzo publicó un informe elaborado por él titulado «Asesinan a personas homosexuales», en donde detallan 17 crímenes contra personas homosexuales que se habían cometido en los últimos dos años. En el artículo Benítez plantea la hipótesis de que los asesinatos habían sido cometidos por dos comandos de extrema derecha que habían publicado proclamas homofóbicas y cometido amenazas de muerte con el fin de frenar los avances de la comunidad homosexual (como ya había sucedido durante el gobierno de Frondizi y Perón), o por una «creciente fascistización de algunos sectores de la población argentina» que ponía en peligro el nuevo ciclo democrático desde su inicio. El artículo comienza diciendo:

Resulta curioso observar que cuando se produce la muerte o asesinan a un heterosexual, el hecho se anuncia por la profesión del occiso, su oficio o simplemente su nombre. Jamás vamos a encontrar en los diarios el titular “Matan a un heterosexual”. Algo muy diferente ocurre si se trata de un homosexual. En este caso, un solo aspecto de la vida de un hombre (su sexualidad) eclipsa a todos los demás. No es una persona que muere, muere su sexualidad, razón por la cual siempre se dará a conocer su asesinato como “Matan a un homosexual”. Esto se da porque el término “homosexualidad” es el rótulo que al sindicar pretende
proteger a la sociedad de un supuesto enemigo; pone de manifiesto al fantasma que inconscientemente fabrica la fantasía persecutoria de una comunidad proclive a la homofobia. Y es esta misma homofobia la que causó hasta la fecha 17 muertos en dos años, constituyendo de este modo una luctuosa campaña de moralidad criminal.

El 14 de enero de 1984 participa del primer plenario de la militancia homosexual en Argentina, organizado por la Coordinadora de Grupos Gays (CGG). Al finalizar el plenario, Benítez y Zelmar Acevedo redactaron el documento que sintetizaba lo debatido y consensuado aquella tarde sobre la organización interna de la Coordinadora. Por su parte la Comisión Pro Defensa de las Libertades Cotidianas había logrado movilizar a militantes feministas y de las organizaciones de derechos humanos, reuniendo 7.325 firmas en solo dos meses, incluyendo las de varias decenas de personalidades de alto prestigio, para exigir al gobierno la derogación de los edictos policiales (artículo 2H). Sin embargo el petitorio tuvo escaso apoyo de la comunidad gay, aún atemorizada por la posibilidad de quedar expuestos.
El 8 de abril de 1984 una nueva razia de la Policía Federal, bajo el mando del ministro del Interior del presidente Alfonsín, Antonio Troccoli irrumpió en una discoteca gay, deteniendo a más de cincuenta personas por contravención al artículo 2H del edicto policial. El hecho indignó a la comunidad gay que había creído que las razias habían terminado con la llegada de la democracia y se generó una movilización inédita que se concretó en una autoconvocatoria para fundar el 16 de abril de 1984 la Comunidad Homosexual Argentina (CHA), en Contramano, la primera discoteca explícitamente gay argentina, abierta dos meses después de establecida la democracia. El Grupo Federativo Gay de Benítez asistía a las reuniones de la CHA pero recién se incorporó formalmente en agosto de 1984.
Con el advenimiento de la democracia aparecieron revistas comprometidas con los derechos humanos, que empezaron a cubrir sistemáticamente las noticias y problemáticas de las disidencias sexuales. El 6 de julio de 1984, el semanario Nueva Presencia publicó un artículo de Benítez: «Mitos y creencias sobre la homosexualidad». De inmediato se convirtió en un asiduo columnista del semanario y en un referente nacional de la problemática gay y los mecanismos represivos. Otros artículos, en algunos casos firmados con el seudónimo Marcelo Acosta, fueron «Breve historia de la tortura en Argentina», «Argentina: El Estado policial que resulta difícil destruir», «Los homosexuales y el nazismo», «La batalla del SIDA», «El fantasma del SIDA», «El discurso represivo durante la epidemia de fiebre amarilla» y «La Iglesia y la sexualidad». También publicó varios artículos en la revista El Porteño.
En mayo de 1984 protagonizó, junto a Ruth Mary Kelly, una prostituta feminista bisexual y precursora de la sindicalización de las trabajadoras sexuales con quien había militado en el FLH, un debate en el salón de actos de la Facultad de Artes de la Universidad Nacional de La Plata sobre «La represión sexual en Argentina». Por primera vez en la historia argentina, una lesbiana y un varón homosexual, militantes por los derechos LGBT, daban una conferencia en una universidad sobre sexualidades reprimidas. «En aquellos años de "destape" mucho se hablaba y denunciaba (justamente) sobre la represión política sufrida por activistas políticos en la Argentina, pero poco y nada sobre otros grupos victimados y perseguidos por su identidad o actividad sexual» dice Morris Tidball-Binz, que organizó el debate, siendo en aquel momento estudiante. Pocos días antes, el ministro del Interior de Alfonsín, Antonio Tróccoli, había calificado a la homosexualidad como una «enfermedad» y declarado que la policía bajo sus órdenes, procedería a detener a cualquier persona que estuviera haciendo ostentación de su condición homosexual. La conferencia convocó a cientos de personas mayoritariamente jóvenes que llenaron el salón de actos. Cuenta Benítez que:

Cuando le tocó el turno a Ruth, agarró el micrófono, se presentó como 'profesional del sexo' y mirando al público dijo enfática: todos ustedes, todos los presentes aquí, mujeres y hombres, si trabajan, se prostituyen. La secretaria se prostituye, el empleado se prostituye, el cadete se prostituye, la dentista se prostituye. Entonces, ¿qué me van a venir a decir a mí? ¿qué me vienen a hacer quilombo por vender mi cuerpo? Déjense de joder con la sacralización de la vagina. Que les quede bien claro, ustedes también venden su cuerpo. Yo me prostituyo igual que ustedes. Así, empezó la charla Ruth. Fue bárbara, maravillosa. El público, la mayoría joven, se quedó paralizado, embelesado.

La conferencia tuvo una gran repercusión al punto que la revista sensacionalista Shock publicó la noticia bajo el título «La represión de la sexualidad. Por primera vez en un claustro universitario un gay y una prostituta se enfrentaron ante una platea». Benítez cuenta también que poco después fue despedido de su trabajo, por haber participado de la conferencia, bajo la imputación de indecencia.
En 1986 fue contratado como psicólogo por la Municipalidad de Avellaneda, para establecer un servicio de atención gratuita. Como psicólogo defendió la corriente que sostenía que no había evidencia de que la homosexualidad fuera una enfermedad mental y que había que sacarla de la lista de enfermedades mentales. Cuatro años después, el 17 de mayo de 1990, la Organización Mundial de la Salud quitó la homosexualidad y las identidades transgénero de la lista de enfermedades mentales y la aceptó como una variación de la sexualidad humana.
Participó activamente en la Campaña Stop SIDA lanzada en 1987, basada sobre la necesidad de información (sobre la enfermedad, la sexualidad, la drogadicción y la prevención), creación de grupos de apoyo, servicios médicos y farmacológicos y un accionar decidido contra la discriminación. En 1988 el Congreso aprobó la Ley 23.592 contra la discriminación, pero omitiendo las causales de «orientación sexual» e «identidad de género». 
Benítez adoptó una postura crítica dentro de la CHA, ante la política de promoción agresiva del preservativo por un lado, pero también ante la estructura organizativa vertical de la asociación. Respecto de su postura ante el preservativo, Benítez ha explicado: 

Fui un militante contra el uso del preservativo. Denunciaba que era una campaña contra el deseo, Perlongher también sostenía esto desde Brasil. Para nosotros el condón era la ley que atentaba contra el deseo, venía a limitar la pasión. Después aprendí que era una manera de prevenir el sida, pero esto, para fines de los 80, no estaba del todo claro. Esta era una polémica en la CHA, qué generó divisiones en la medida que fuimos conociendo nuestro estatuto serológico. El forro pasó a ser incuestionable y yo pasé a ser una figura incordiosa. Pero la política de difusión de preservativos estaba atada también a la llegada de financiamientos para la prevención que a cambio exigían bajar nuestras históricas banderas reivindicativas, dejar de repartir volantes sobre la homosexualidad y por la derogación de las contravenciones policiales. Avanzaba un discurso totalmente culposo de nuestra sexualidad. Fue un quiebre y generó muchísimo daño entre los activistas. Treinta años después puedo comprender que hicimos lo que pudimos en un contexto sumamente hostil a nuestra visibilidad.
Marcelo Benítez

Con respecto a la estructura organizativa de la CHA, Benítez y otros miembros cuestionaban su diseño vertical, con una «dirección», y proponían estructuras horizontales; disconformes con la estructura de la CHA ya se habían retirado varias personas, entre ellos el primer presidente Carlos Jáuregui. El grupo disidente se formalizó en 1988 bajo el nombre de Grupo de Acción Crítica, integrado por Benítez, Eduardo Antonetti, Alfredo Manes, Alejandro Modarelli, César Cigliutti y Marcelo Ferreyra. Cuenta Marcelo Ferreyra que:

Desde su legendaria experiencia de marica rebelde, Marcelo nos transmitía una capacidad de visión crítica y, entre muchos otros temas, nos ayudaba a comprender la estructura verticalista que bajo el concepto de “dirección” gobernaba la organización.

Para potenciar la crítica interna, Benítez le realizó una entrevista a su amigo Néstor Perlongher, fundador del Frente Homosexual de Liberación en 1971 y, a esa altura, personaje mítico del movimiento LGBT argentino, que publicó en el número 11 de noviembre de 1988 de la revista Vamos a andar, órgano de prensa de la CHA. El reportaje tuvo un fuerte impacto y fue el comienzo de una fractura que culminaría un par de años después con la salida de Benítez, Ferreyra y Cigliutti.

### Los '90
En 1992 participa de la primera marcha del orgullo. En la segunda realizada en 1993, se sumaron transexuales y Benítez, junto a Karina Urbina (TRANSDEVI),  confeccionaron las máscaras para quienes optaban por el anonimato. En 1995 Benítez decidió abandonar la militancia orgánica y concentrarse en su trabajo como psicólogo:

Cuando me retiré, en el 95, seguíamos sin conseguir nada, como había sucedido en el 76 cuando disolvimos el FLH. Lo hice con cierto pesimismo, en Gays DC contribuí con la redacción de algunos documentos bajo el seudónimo de Marcelo Acosta, pero ya no confeccionaba ni repartía volantes. Venía muy golpeado y además era considerado “la vieja”, por mi participación en el FLH.
Marcelo Benítez

### Luego del 2001
En 2001 se produjo en Argentina una crisis generalizada, económica, política y cultural, que cambió profundamente las dinámicas sociales. En ese marco, Benítez retomó su actividad como ensayista escribiendo para la recién creada revista digital La Tecla Eñe, organizada por su amigo Conrado Yasenza. Durante los siguientes diez años Benítez escribió varios trabajos, que han sido considerados como los mejores de su obra. Entre ellos se encuentran («El sexo fuera de la ley» (n° 5/agosto-septiembre 2002), «Néstor Perlóngher: un militante del deseo» (n° 6/nov-dic 2002), «Los orígenes de la mujer moderna» (n° 8/mayo-junio 2003 y n° 9/agosto-septiembre 2003), «La crisis de la masculinidad» (n° 12/marzo 2004 ), «Séneca y el infortunio del hombre sin poder» n° 13/mayo 2004 y n° 14/agosto 2004), «¿Qué hacemos con el culo del hombre?» (n° 16/marzo 2005), «¿Quién goza la homosexualidad?» (n° 20/2009), entre otros.
En esos años la situación del movimiento LGBT cambió drásticamente. Si en el año 2000 sólo habían participado de la Marcha del Orgullo en Buenos Aires 2500 personas, en 2007 concurrieron 25.000 y en 2008 superaron las 30.000 personas, además de empezar a realizarse en muchas ciudades del interior. En la misma década, los edictos y códigos contravencionales que criminalizaban la homosexualidad y el travestismo, fueron siendo derogados. En 2010 se sancionó la Ley de Matrimonio Igualitario, haciendo que Argentina fuera el primer país de América Latina en reconocer este derecho en todo su territorio, el segundo país de América (después de Canadá) y el décimo del mundo. En 2011 la Marcha del Orgullo superó las 150.000 personas, y en 2012 se aprobó la Ley de Identidad de Género, garantizando el libre derecho a la autopercepción.
Benítez reflexionó sobre estos logros:

Después de la ley de matrimonio igualitario empecé a ser más reconocido y a sentir los cambios en mi trabajo, antes era el puto del servicio sanitario y luego de la ley dejé de ser tratado como enfermo o perverso, y pude loquear como nunca.
Marcelo Benítez

En 2016 fue homenajeado por la Federación Argentina de Lesbianas, Gays, Bisexuales y Trans (FALGBT) en reconocimiento de su militancia y la resistencia de la que formó parte en los 70. En 2017 fue declarado Personalidad Destacada por el Concejo Deliberante de la Ciudad de Avellaneda. En 2019 publicó su novela La penumbra.
Falleció el 21 de julio de 2022. Dejó inédito un libro de cuentos Los trabajos infames y su poesía de los últimos años reunida en Los pelos de Casandra.

## Obra
- Benítez, Marcelo (2019). En la penumbra. Buenos Aires: UDAV.